# Karl Lessing (Philologe)
Karl Lessing (vollständiger Name: Karl Hermann Albert Lessing, * 14. August 1853 in Berlin; † 16. September 1917 ebenda) war ein deutscher Klassischer Philologe und Gymnasiallehrer.

## Leben
Karl Lessing war der Sohn des ursprünglich jüdischen, christlich getauften Kaufmanns und Tabakfabrikanten Max Lessing (1817–1884) und der Berta geb. Steindorff, besuchte ab 1862 das Gymnasium zum Grauen Kloster und studierte nach der Reifeprüfung (23. September 1870) Klassische Philologie, Geschichte und Philosophie an der Berliner Universität, wo Hermann Bonitz, Emil Hübner, Adolf Kirchhoff, Theodor Mommsen, Karl Wilhelm Nitzsch und Ulrich von Wilamowitz-Moellendorff zu seinen akademischen Lehrern zählten. Seine Promotion zum Dr. phil. absolvierte er am 12. Dezember 1876 an der Universität Halle mit einer Dissertation über Aristophanes’ Anspielungen und Parodien auf Euripides. Kurz darauf, am 23. Januar 1877, bestand er das Lehramtsexamen und erhielt die Lehrberechtigung in den Fächern Latein, Griechisch und Geschichte in allen Klassen, in Geografie bis zur Obersekunda.
Das Probejahr im preußischen Schuldienst absolvierte Lessing ab dem 1. April 1877 am Friedrichs-Gymnasium Berlin, wo er zum 1. April 1878 eine Festanstellung als ordentlicher Lehrer erhielt. Er verbrachte seine gesamte Laufbahn an dieser Schule, wurde am 28. Juli 1892 zum Oberlehrer und am 7. Juli 1895 zum Professor ernannt. Später erhielt er den Roten Adlerorden vierter Klasse. Am 14. Oktober 1915 trat er in den Ruhestand.
Lessings wissenschaftliche Arbeit konzentrierte sich auf die Textkritik, Grammatik und Stilistik der Historia Augusta. Sein Hauptwerk war ein vollständiger Wortindex der Historia Augusta, den er zunächst in fünf Teilen als Beilagen zum Schulprogramm des Friedrichs-Gymnasiums veröffentlichte (1897–1901). Anschließend gab er das gesamte Werk unter dem Titel Scriptorum historiae Augustae Lexicon in überarbeiteter Form erneut heraus (1901–1906).

## Schriften (Auswahl)
- De Aristophane Euripidis inrisore. Halle 1877 (Dissertation)
- Studien zu den Scriptores historiae Augustae. Berlin 1889 (Schulprogramm)
- Historiae Augustae lexicon. Fasciculus I–V. Berlin 1897–1901 (Schulprogramm)
- Scriptorum historiae Augustae Lexicon. Leipzig 1901–1906 (ursprünglich neun Faszikel). Nachdruck Hildesheim 1964